# Noor Abed
Noor Abed (1988, Palestina) is een interdisciplinaire kunstenaar die werkt op het snijvlak van performance, media en film. Abed behaalde een bachelor in hedendaagse beeldende kunst aan de International Academy of Art, Palestina en een Master in fotografie en media aan het California Institute of the Arts, Los Angeles in de Verenigde Staten. Onder de artistieke leiding van het Indonesische kunstenaarscollectief ruangrupa was ze tijdens de 15de editie van Documenta in 2021-2022 assistent curator voor de manifestatie. Abed maakt deel uit van het Palestijnse kunstenaarscollectief The Question of Funding. Ze woont en werkt in Nederland en Palestina. 

## Loopbaan

### Residenties
Noor Abed was in 2014 artist-in-residence aan de Skowhegan School of Painting and Sculpture in Maine. In 2016 ontving ze de residentie en opdracht van het March Project van de Sharjah Art Foundation in de Verenigde Arabische Emiraten. In 2015-2016 volgde ze het Whitney Independent Study Program in New York en in 2016-2017 was ze deelnemer aan het Home Workspace Program van Ashkal Alwan in Beirut, Libanon.  Ze ontving een residentiebeurs aan de Cité Internationale des Arts in Parijs in 2018. Van 2022 tot 2024 is Noor Abed artist-in-residence aan de Rijksakademie in Amsterdam, Nederland.

### Fellowships
Abed was een fellow bij het Department of Maybe Education and Public Program tijdens Documenta 13 in Kassel, Duitsland in 2012. Voor een fellowship met focus op film van de Raw Material Company in Dakar, Senegal, nam Abed in 2019 deel aan de RAW Académie Session 7 geleid door kunstenaar en filmmaker Eric Baudelaire. In 2020-2021 participeerde ze in de School of Infinite Rehearsals en in 2022-2023 in het Tailor-made Fellowships programma, beide van Οnassis AiR in Athene, Griekenland. In 2022 werd Abed geselecteerd voor het Octopus Programme van de University of Applied Arts Vienna, Oostenrijk.

### Prijzen
- 2014 - finalist en derde prijswinnaar van de Young Artist of the year Award - A.M. Qattan Foundation, Ramallah, Palestina.[15]
- 2016 - finalist van de Young Artist of the year Award - A.M. Qattan Foundation, Ramallah, Palestina.[16]
- 2022 - Han Nefkens Foundation/Fundació Antoni Tàpies Video Art Production Grant. De voltooide video zal internationaal worden tentoongesteld door de vijf samenwerkende instellingen van de Foundation, namelijk: de Fundació Antoni Tàpies in Barcelona; het NTU Centrum voor Hedendaagse Kunst Singapore; WIELS in Brussel; het Museum voor Hedendaagse Kunst en Design (MCAD) in Manilla en het Jameel Arts Centre in Dubai.[17]

## Werk

### Werkwijze
Abed bestudeert het verband tussen kolonialisme en beeldvorming en werkt in en rond de context van Palestina. In haar filmwerk speelt de relatie tussen het landschap, de cultuur en identiteit van Palestina een grote rol.  "Mijn werk richt zich op het bevragen van collectieve sociale identiteiten door het construeren van mythologieën en het kritisch omgaan met folklore als bron van kennis. Ik creëer situaties voor alternatieve sociale en representatieve modellen in Palestina." aldus Abed 
Sinds 2014 vormt mythologie een rode draad doorheen het werk van Noor Abed. Aan de hand van mythologie benadert ze geschiedenis vanuit een ander perspectief. Ze reconstrueert mythes en plaats deze in het heden om een andere kijk te geven op de geschiedenis die in het dominante discours ontbreekt. 
Abed onderzoekt de dynamiek van een gemeenschap in relatie tot rituelen van wachten, verzet en rouw en denkt na over hoe gezamenlijke ritmische bewegingen en gedeelde gevoelens kunnen  bijdragen aan de vorming en het behoud van een gemeenschap. In het werk voor haar residentie op de Rijksakademie stelt ze zich de vraag welke rol esthetiek speelt bij de uitvoering van rituelen.

### Projecten (selectie)

#### Penelope (2014)
Penelope is een 16 mm-film gebaseerd op het epische gedicht 'Odyssee'. Centraal in de film is een vrouwelijke figuur als representatie van Penelope. Ze plaatst de mythe van Penelope in relatie tot geschiedenis, het heden en het imaginaire als middel om de sociale identiteit te onderzoeken. Penelope werd gefilmd in Palestina. In dit werk vertegenwoordigt Palestina de herinnering en een verlangen naar een utopisch verleden dat niet meer bestaat. Abed koppelt de analoge film als medium aan het begrip nostalgie, haar land en zijn complexe geschiedenis.

#### School of Intrusions (2019)
Samen met Lara Khaldi richtte Abed in 2019 het collectief de School of Intrusions (SOI) op, dat fungeert als een onafhankelijk onderwijsplatform in Ramallah, Palestina.  Met SOI experimenteren Abed en Khaldi met een vorm van onderwijs waarbij de deelnemers zich fysiek in de wereld rondom zich begeven waaruit interventies ontstaan vanuit de connectie tot de stad en de veranderingen die de stedelijke omgeving ondergaat. Met het platform willen Abed en Khaldi onderzoeken welke kennis deze stedelijke omgeving kan opleveren en op welke manier men de stad kan benutten als een 'common' gemeenschappelijke omgeving.

#### Our songs were ready for all wars to come (2021)
Our songs were ready for all wars to come is een single channel video van 22 minuten gefilmd op super 8mm analoge film. Doorheen de film klinkt een lied, gezongen door de Palestijnse zangeres Maya Khaldi, waarvan de teksten een collage vormen van verschillende Palestijnse volksverhalen.  In de film worden beelden van vrouwen verbonden met volksverhalen over waterputten, grotten en gemeenschappelijke rituelen, die voor Abed symbool staan voor verdwijning, rouw en dood.

#### A night we held between (2024)
In de film A Night We Held Between gebruikt Abed het verhaal van het Minoïsche Labyrint als inspiratie. Ze verbindt deze mythologie aan de actuele sociaal-politieke realiteit in Palestina. Het land en landschap van Palestina zijn het hoofdpersonage in de film en worden vastgelegd in beelden van grotten, gebeeldhouwde gaten, ondergrondse gangen en wilde valleien. Deze beelden symboliseren voor Abed datgene dat verloren, vergeten of verlaten is. Bij de film hoort het boek 'Stars at midday' dat Abed publiceerde bij Occassional Papers. Het boek is een persoonlijk productiedagboek waarin Abed visuele en poëtische notities bijeenbrengt uit de productiefase van de film.

## Screenings en tentoonstellingen
Abed's werk wordt internationaal veelvuldig vertoond en tentoongesteld bij o.a.: 
- Anthology Film Archives - New York
- Gabes Cinema Fen Film Festival - Tunesië
- Jihlava International Documentary Film Festival - Lagos
- The New Wight Biennial - Los Angeles
- Leonard & Bina Gallery - Montréal
- Ikon Gallery - Birmingham
- Ujazdowski Centre for Contemporary Art - Warschau
- The Mosaic Rooms - Londen
- MAXXI – National Museum of 21st Century Art – Rome
- Istituto Svizzero - Zürich
- Eye Filmmuseum - Amsterdam
- Kaaitheater - Brussel
- Darat al Funun - Amman